# Мехтилд фон Гелдерн
Мехтилд (Матилда) фон Гелдерн (на нидерландски: Mechteld van Gelre; на френски: Mathilde de Gueldre;на немски: Mechtild von Geldern; * ок. 1324; † 21 септември 1384, замък Хуисен, Гелдерланд) от фамилията Фламенсес, е чрез женитби графиня на Клеве (1347 – 1368) и от 1372 до 1381 г. графиня на Блоа. От 1371 до 1379 г. тя претендентка за Гелдерн и Цутфен.

## Живот
Тя е втората дъщеря на херцог Райналд II фон Гелдерн (1295 – 1343), граф на Цутфен, и първата му съпруга София фон Бертхоут († 6 май 1329), господарка на Мехелен. Сестра е на Мария († 1397), омъжена 1362 г. за Вилхелм II фон Юлих († 1393). Полусестра е на Райналд III (1333 – 1371) и Едуард (1336 – 1371). Най-голямата ѝ сестра Маргарета умира през 1344 г.
Мехтилд (Матилда) наследява заедно със сестра си Мария през 1371 г. полубрат си Райналд III. Започва първата Война за нидерландското наследство (1371 – 1379) и през 1380 г. херцог на Гелдерн става Вилхелм III, синът на Мария и Вилхелм II фон Юлих.
Бездетната Мехтилд от Гелдерн през 1379 г. се отказва от правата си за Гелден и Цутфен, без да губи титлите си. Тя умира след пет години през 1384 г. в нейния замък Хуисен.

## Фамилия
Първи брак: през 1336 г. с граф Готфрид фон Лоон-Хайнсберг († 1342). Нямат деца.
Втори брак: през 1348 г. с граф Йохан фон Клеве († 1368). Нямат деца.
Трети брак: през 1372 г. с Жан II дьо Шатийон граф на Блоа († 1381) от род Дом Шатийон. Бракът е бездетен.